# Xaver von Kleist
Xaver von Kleist (* 22. Januar 1798 in Lieberose; † 24. August 1866 ebenda) war ein preußischer Kammerherr und Rittergutsbesitzer.

## Leben
Xaver von Kleist entstammte dem Zweig Zützen aus der Niederlausitz des ursprünglich pommerschen uradeligen Geschlechts der von Kleist. Er war der drittälteste Sohn des kursächsischen Obristen Leopold von Kleist (1752–1830), Ritter des sächsischen St. Heinrichsordens und der französischen Ehrenlegion, und der Friederike Auguste geborene von Klitzing.
Als Leopold von Kleist im Jahre 1830 starb, hinterließ er neben dem Sohn Xaver auch noch folgende Söhne:
1. Major und St. Johanniterritter Eduard von Kleist, Herr auf Zützen, Görsdorf und Schenkendorf (* 2. November 1795; † 21. März 1852 in Zützen)
2. Leutnant Freiherr von Kleist, Herr auf Kolochau (* 11. Juni 1801).
3. Gustav Freiherr von Kleist

Xaver von Kleist trat zunächst in den Militärdienst des Königs von Preußen und wurde 1823 Seconde-Lieutenant im 3. Bataillon des 32. Landwehrregiments. 1834 wurde er als Premierleutnant ehrenhaft entlassen. Bereits im Jahre 1824 wurde Xaver von Kleist zum Kammerherrn des Königs ernannt. Er ließ sich auf dem 1830 nach dem Tod des Vaters geerbten Rittergut in Raddatz im Kreis Neustettin nieder. Außerdem besaß er die Gütern in Ober-Pankow, Bramstädt, Klingbeck, Nieder-Pankow und Neuendorf. Am 30. September 1859 verkaufte er in Folge einer Lähmung durch den unglücklichen Sturz vom Pferd alle seine Güter für die damals sehr hohe Gesamtsumme von 115.000 Talern an seinen Vetter Graf Wilhelm Bogislaff von Kleist und lebte fortan ohne dem Besitz von Rittergütern.

## Familie
Xaver von Kleist heiratete am 28. Mai 1849 Charlotte Friederike Wilhelmine geborene Zumbruchs († 1859). Die Ehe blieb kinderlos, so dass er seine uneheliche Tochter Agnes Charlotte Auguste Ganske (* 4. August 1836; † 1868) adoptierte. Diese wurde in Berlin am 30. März 1863 unter Beilegung des väterlichen Namens und Wappens in den preußischen Adelsstand erhoben. Ein besonderes Adelsdiplom wurde darüber nicht ausgestellt.